# Lycoming O-360
Lycoming O-360 ist die Bezeichnung einer Kolbenflugtriebwerksfamilie des US-amerikanischen Herstellers Lycoming. Alle Triebwerke dieser Serie sind luftgekühlte Viertaktboxermotoren mit vier Zylindern.

## Beschreibung
Bei einer Bohrung von 130,2 mm bei einem Hub von 111,1 mm beträgt der Hubraum somit 5917 cm³. Das Triebwerk wurde 1955 vorgestellt und ist heute noch in Produktion. Verschiedene Typen verfügen über Einspritzanlagen (Kennung I) und Turbolader (Kennung T). Für den Einsatz in Hubschraubern gibt es spezielle Varianten mit der Kennung H (früher auch V). Andere Triebwerke des Herstellers mit gleicher Bohrung und Hub sind die Sechszylindertriebwerke Lycoming O-540 und die Achtzylinder Lycoming O-720. Nicht zu verwechseln ist der O-360 mit dem Continental IO-360, dieser ist trotz ähnlicher Bezeichnung ein Sechszylinder-Boxer mit Einspritzung eines anderen Herstellers (Teledyne Continental Motors).

## Varianten

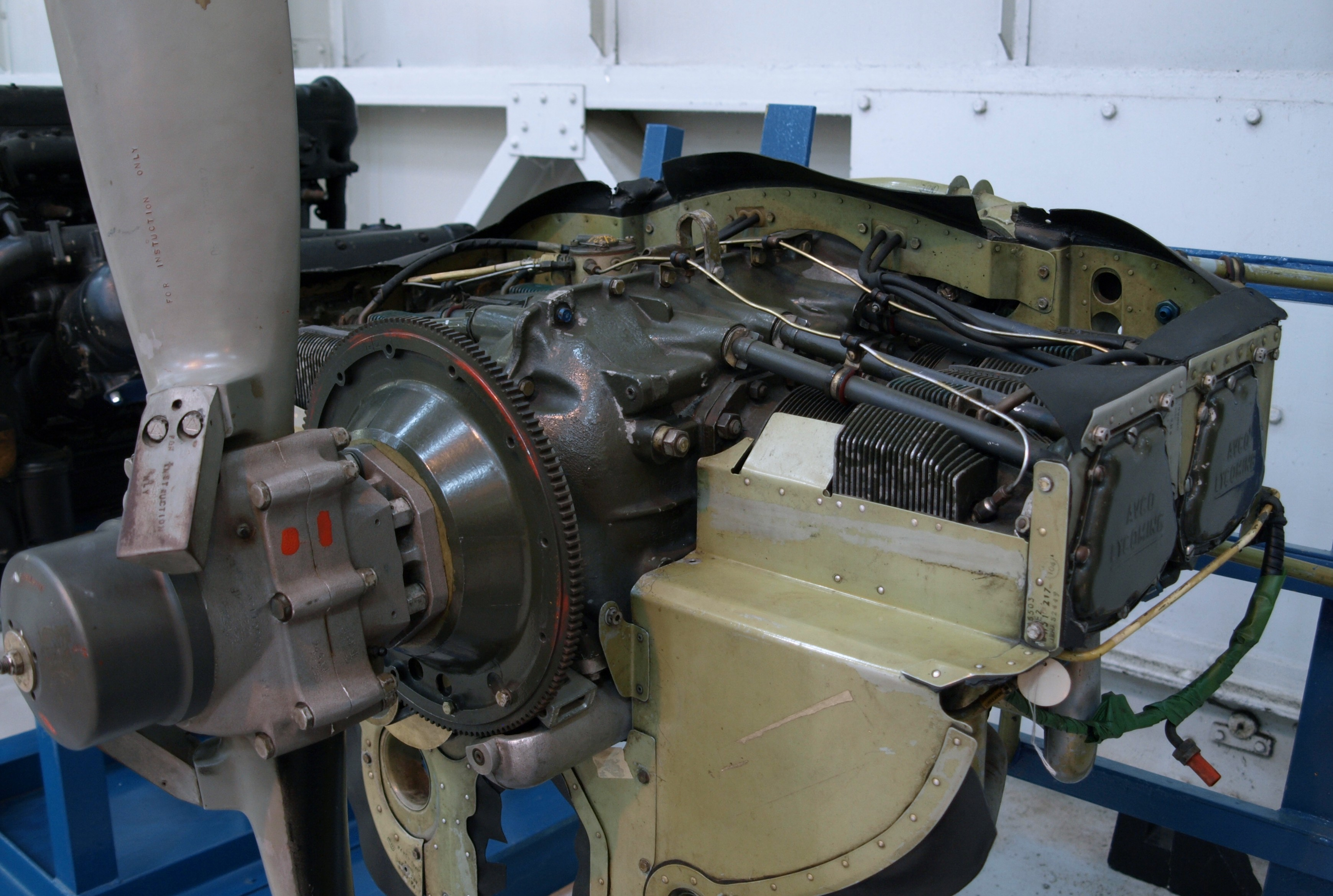
Lycoming IO-360-A1B6 im Royal Air Force Museum

- O-360/LO-360: Ursprungstriebwerk, das am 20. Juni 1955 zugelassen wurde. Es ist bis heute in Produktion und leistet je nach Modell zwischen 108 kW und 157 kW. Es wird in einer Reihe bekannter Flugzeuge wie etwa der Cessna 172 oder der Piper PA-24 verwendet. Auch im Hubschrauber Robinson R22 kommt es zum Einsatz. Seit 2001 ist von Teledyne Continental ein Umbau des O-360 auf eine Benzineinspritzung zugelassen, die zusätzlich über ein FADEC verfügt.

- VO-360: Variante für den Hubschraubereinsatz in der Brantly B-2A mit einer Leistung von 134 kW bei 2900 min−1. Das Triebwerk wurde zwischen 1959 und 1965 gefertigt.

- IO-360/LIO-360: Einspritzversion mit 119 kW bei 2400 min−1. Die Fertigung begann 1960 und läuft bis heute. Das Triebwerk kommt unter anderem in der Cessna 172, der Maule M-5 und der Piper PA-34 zum Einsatz.

- IMO-360: leistungsgesteigerte Version mit 168 kW bei 3400 min−1 nur für die Verwendung in Zieldarstellungsdrohnen. Das Triebwerk wurde zwischen 1959 und 1975 gefertigt und kam in der Rheem SD-2 und der Radioplane RP-77 zum Einsatz.

- IVO-360: Variante für den Hubschraubereinsatz mit Einspritzanlage in der Brantly B-2B und der Schutzow Model B mit einer Leistung von 134 kW bei 2900 min−1. Das Triebwerk wurde zwischen 1963 und 1982 gefertigt.

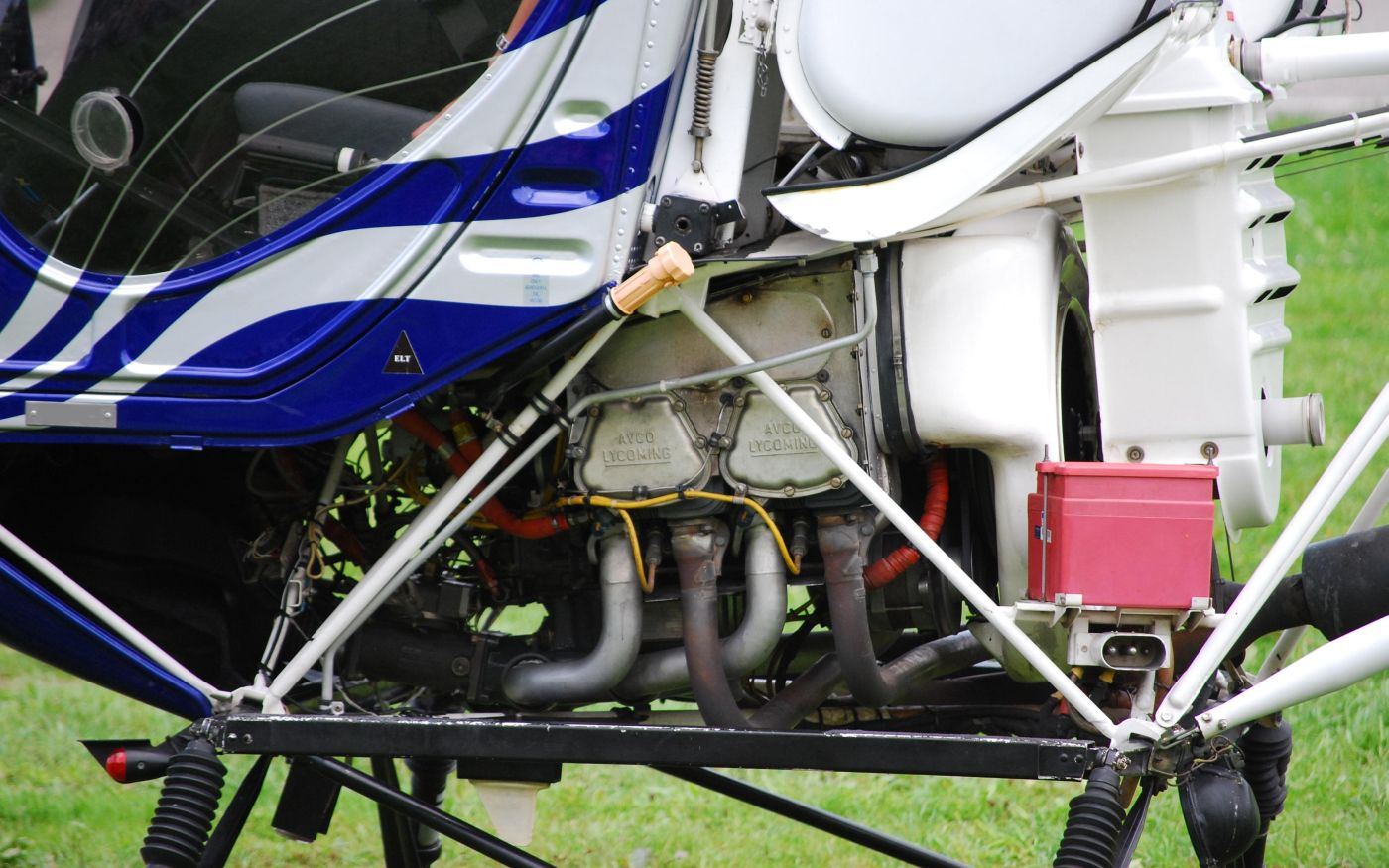
O-360 im Hubschrauber Hughes 269/300

- HIO-360/LHIO-360: Variante mit Einspritzanlage für den Hubschraubereinsatz in der Enstrom F-28, Hughes 200 und Hughes 300CBi. Das Triebwerk leistet zwischen 134 kW bei 2700 min−1 und 153 kW bei min−1. Es wird seit 1963 hergestellt und befindet sich noch in der Produktion.

- HO-360: Triebwerk für den Einsatz in Hubschraubern mit 134 kW bei 2700 bis 2900 min−1, das zwischen 1967 und 1978 gefertigt wurde. Es kam in der Brantly B-2 und in der Hughes 269 zum Einsatz.

- AIO-360: Kunstflugtaugliche Variante mit Benzineinspritzung, die 149 kW bei 2700 min−1 leistete. Es wurde von 1967 bis 1976 für die Spinks Model 11 und die Stephens Akro gefertigt. Abweichend von den nicht-kunstflugtauglichen Motoren besitzt es ein Kraftstoffsystem, das auch in Rückenfluglage funktioniert sowie eine Trockensumpfschmierung.

- TIO-360: Turboaufgeladenes Triebwerk mit Einspritzanlage. Das 149 bis 157 kW bei 2575 min−1 starke Triebwerk wird seit 1967 gefertigt. Es kommt in der Lancair 360 und der Rutan 202 zum Einsatz.

- TO-360/LTO-360: Turboaufgeladenes Triebwerk, das 134 bis 157 kW bei 2575 min−1 leistet. Es wird seit 1974 gefertigt und wird in der Maule M-5, der Piper PA-44 und der Rockwell Commander verwendet.

- AEIO-360: Kunstflugtaugliche Variante mit Benzineinspritzung. Das Triebwerk leistet 134 bis 149 kW bei 2700 min−1 und wird seit 1976 gefertigt. Die Zulassung erfolgte 1974. Abweichend von den nicht-kunstflugtauglichen Motoren besitzt er neben einer Trockensumpfschmierung ein Kraftstoffsystem, das auch in Rückenfluglage funktioniert. Neben der American Champion 8KCAB findet das Triebwerk auch in der Christen Eagle, Great Lakes 2T-1A-2 und den Pitts S-1 beziehungsweise Pitts S-2 Verwendung.

## Technische Daten (O-360-A)
- Typ: luftgekühlter 4-Zylinder-Boxer-Flugmotor
- Bohrung: 130 mm
- Hub: 111 mm
- Hubraum: 5,9 l
- Gewicht: 127–137 kg
- Treibstofftyp: AvGas
- Kühlung: luftgekühlt
- Leistung: 134 kW bei 2.700 min−1 auf Meereshöhe
- Leistungsdichte: 22,9 kW/l
- Verdichtung: 8,5:1
- Treibstoffverbrauch: 37,9 l/h (10 US-gal) bei 65 % Leistung, 39,8 l/h (10,5 US-gal) bei 75 % Leistung
- Spezifischer Kraftstoffverbrauch: 324 g/kwh
- Leistungsgewicht: 0,98–1,1 kW/kg
- Wirkungsgrad: 25,6 %